# The Ace of Hearts
The Ace of Hearts é um filme mudo norte-americano de 1921, produzido e dirigido por Wallace Worsley. O roteiro de Ruth Wightman é baseado no romance pulp The Purple Mask, do autor Gouverneur Morris. O filme estrelou Leatrice Joy, John Bowers e Lon Chaney.

## Elenco
- Leatrice Joy
- John Bowers
- Lon Chaney
- Hardee Kirkland
- Edwin N. Wallack
- Raymond Hatton
- Roy Laidlaw